# Банистериопсис каапи

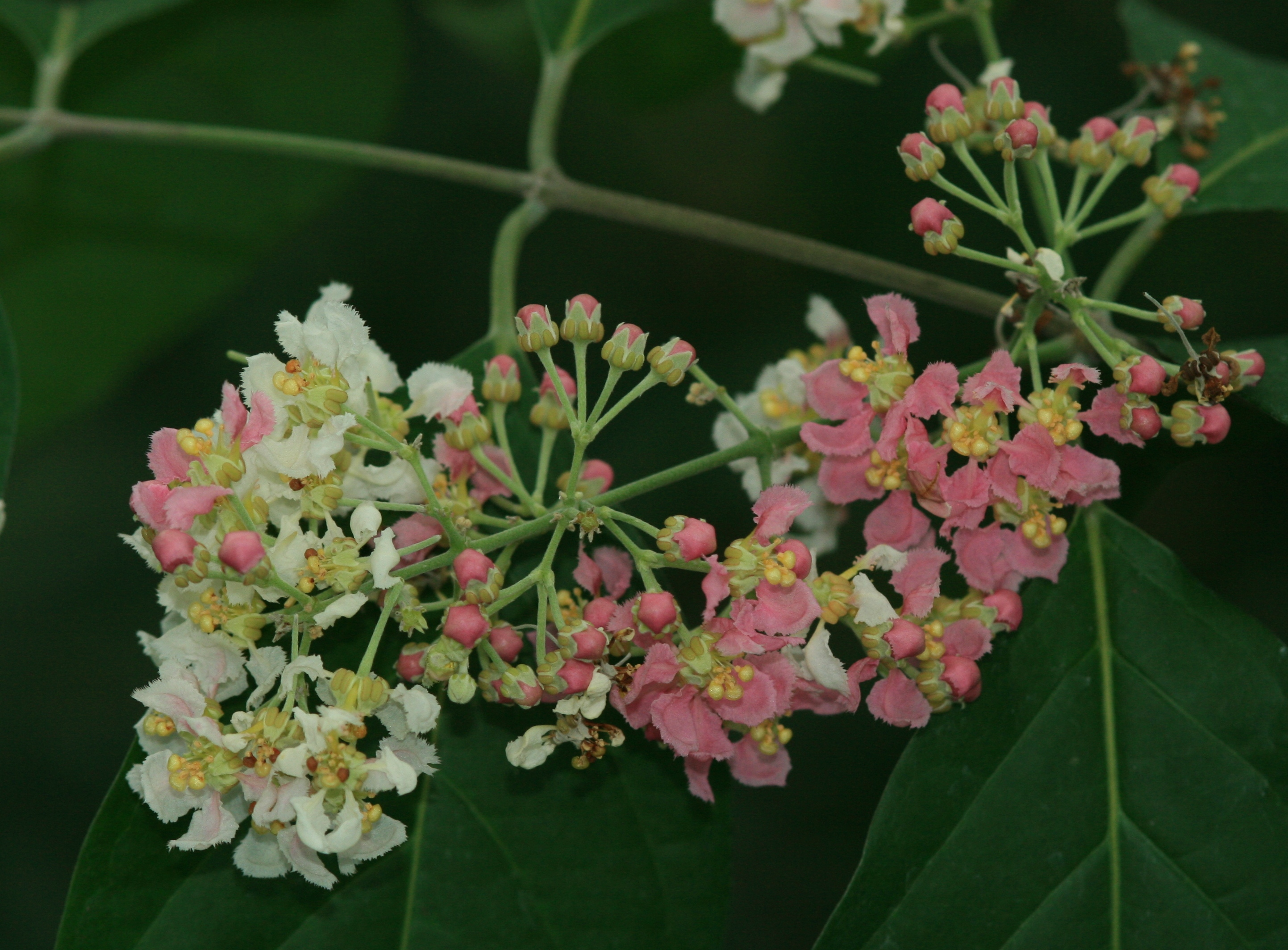
Цветки банистериопсиса каапи

Банистериопсис каапи (лат. Banisteriopsis caapi), также лоза́ ду́хов, аяуа́ска — вид рода Банистериопсис семейства Мальпигиевые; лиана, растущая в джунглях Южной Америки. Используется местными племенами для изготовления напитка аяуаски.

## Химический состав
Банистериопсис каапи содержит бета-карболины (гармин, гармалин и тетрагидрогармин), являющиеся обратимыми ингибиторами моноаминоксидазы. Стебли растения содержат 0,11—0,83 % бета-карболинов, с гармином и тетрагидрогармином как основными компонентами.

## Использование
Индейские племена Западной Амазонии готовят из этого растения галлюциногенный напиток под названием аяуаска, используемый шаманами в религиозных таинствах и обрядах. Взрослые мужчины традиционно пьют этот напиток для вызывания красочных галлюцинаций и чувства эйфории, а также в качестве напитка силы, способствующего очищению и исцелению. Иногда в отвар добавляют части таких растений, как Psychotria viridis (чакруна, кечуа chacruna), Diplopterys cabrerana (известный как чалипонга, чагропанга, кечуа chaliponga, chagropanga) и др., содержащих диметилтриптамин.
Некоторые племена также используют этот напиток для определения источника колдовства и проклятий, вызвавших болезни.
Кроме того, лозу́ ду́хов применяют как лекарственное растение при заболеваниях желудочно-кишечного тракта и для изгнания паразитов.

## Синонимы
По информации базы данных The Plant List (2013), в синонимику вида входят следующие названия:
- Banisteria caapi Spruce ex Griseb.
- Banisteria inebrians (C.V.Morton) J.F.Macbr.
- Banisteria quitensis Nied.
- Banisteriopsis inebrians Morton
- Banisteriopsis quitensis (Nied.) Morton